# Hinojosa del Valle
Hinojosa del Valle je španělské město situované v provincii Badajoz (autonomní společenství Extremadura).

## Poloha
Obec je vzdálena 92 km od města Badajoz. Patří do okresu Tierra de Barros a soudního okresu Villafranca de los Barros.

## Historie
V roce 1594 tvořila obec část provincie León de la Orden de Santiago a čítala 130 obyvatel. V roce 1834 se obec stává součástí soudního okresu Almendralejo. V roce 1842 čítala obec 60 usedlostí a 240 obyvatel.

## Odkazy

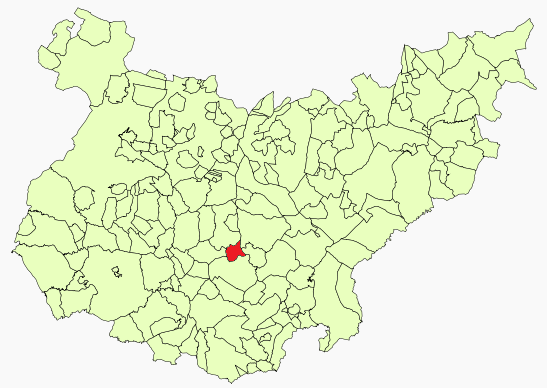
Poloha obce v provincii Badajoz

## Demografie
| Populace obce Hinojosa del Valle z let (1842–2010) | Populace obce Hinojosa del Valle z let (1842–2010) | Populace obce Hinojosa del Valle z let (1842–2010) | Populace obce Hinojosa del Valle z let (1842–2010) | Populace obce Hinojosa del Valle z let (1842–2010) | Populace obce Hinojosa del Valle z let (1842–2010) | Populace obce Hinojosa del Valle z let (1842–2010) | Populace obce Hinojosa del Valle z let (1842–2010) | Populace obce Hinojosa del Valle z let (1842–2010) | Populace obce Hinojosa del Valle z let (1842–2010) | Populace obce Hinojosa del Valle z let (1842–2010) | Populace obce Hinojosa del Valle z let (1842–2010) | Populace obce Hinojosa del Valle z let (1842–2010) | Populace obce Hinojosa del Valle z let (1842–2010) | Populace obce Hinojosa del Valle z let (1842–2010) | Populace obce Hinojosa del Valle z let (1842–2010) | Populace obce Hinojosa del Valle z let (1842–2010) | Populace obce Hinojosa del Valle z let (1842–2010) |
| -------------------------------------------------- | -------------------------------------------------- | -------------------------------------------------- | -------------------------------------------------- | -------------------------------------------------- | -------------------------------------------------- | -------------------------------------------------- | -------------------------------------------------- | -------------------------------------------------- | -------------------------------------------------- | -------------------------------------------------- | -------------------------------------------------- | -------------------------------------------------- | -------------------------------------------------- | -------------------------------------------------- | -------------------------------------------------- | -------------------------------------------------- | -------------------------------------------------- |
| 1842                                               | 1857                                               | 1860                                               | 1877                                               | 1887                                               | 1897                                               | 1900                                               | 1910                                               | 1920                                               | 1930                                               | 1940                                               | 1950                                               | 1960                                               | 1970                                               | 1981                                               | 1991                                               | 2001                                               | 2010                                               |
| 240                                                | 543                                                | 516                                                | 551                                                | 649                                                | 659                                                | 670                                                | 807                                                | 1 031                                              | 1 147                                              | 1 353                                              | 1 481                                              | 1 263                                              | 808                                                | 738                                                | 634                                                | 596                                                | 547                                                |